# إمارة غاليسيا فولينيا
إمارة غاليسيا فولينيا أو مملكة غاليسيا فولينيا (باللاتينية: Regnum Galiciae et Lodomeriae, Regnum Russiae)‏ (بالأوكرانية: Галицько-Волинське князівство)‏ أو مملكة روس' كانت دولة روثينية (أوكرانية) في مناطق غاليسيا وفولينيا تم تشكيلها من خلال توحيد إمارتي هاليش (غاليسيا) وفولينيا وتواجدت في الفترة من 1199–1349. وشكلت مع نوفغورود وإمارة فلاديمير سوزدال، واحدة من أهم القوى الثلاث التي نشأت بعد انهيار كييف روس. وفي أعقاب حالة الدمار الهائل الذي تسبب فيها الغزو المغولي لكييف روس في 1239-1241، اضطر دانييلو رومانوفيتش لمبايعة باتو خان زعيم القبيلة الذهبية في عام 1246. ومع ذلك سعى لتخليص مملكته من وطأة المغول عن طريق محاولات غير ناجحة لإقامة تحالفات عسكرية مع حكام أوروبا الآخرين. وفي عام 1349 تعرضت المملكة لغزو من بولندا انتهى بانضمام إمارة غاليسيا فولينيا للقبيلة الذهبية.
كانت إمارة غاليسيا فولينيا الغربية تمتد بين نهري سان وويبرز الواقعين الآن في جنوب شرق بولندا، بينما غطت الأراضي الشرقية بينسك مارش (الموجودة حاليًا في بيلاروسيا) وأعلى بج الجنوبية المعروفة في العصر الحديث بدولة أوكرانيا. وفي أثناء ذلك الوقت، كان يحيط بالمملكة بلاد بلاك روس ودوقية ليتوانيا، وإمارة توروف بينسك، وإمارة كييف والقبيلة الذهبية، ومملكة المجر، ومملكة بولندا، وإمارة مولدوفا، والدولة الرهبانية لفرسان توتوني.

## تاريخ

### المنطقة القبلية
بعد سقوط الإمبراطورية الرومانية، كانت المنطقة مأهولة بالسلاف، الذين انتموا لمجموعات كانت تسمى البوزهان والدوليب والكروات البيض. ربما كانت الحافة الجنوبية الغربية للأرض جزءًا من دولة مورافيا العظمى. في عام 907، شارك الكروات البيض والدوليب في الحملة العسكرية ضد القسطنطينية بقيادة أمير شعب روس، أوليغ النوفغورودي. هذا هو أول دليل مهم على الانتماء السياسي للقبائل الأصلية. نحو عام 970، على الأرجح أن الحافة الغربية لهذه المنطقة تُضُمِّنَت في دولة سلالة بياست. ذُكِرت المنطقة في عام 981 (بواسطة نيستور)، عندما سيطر عليها فولوديمير الأكبر حاكم روس الكييفية في طريقه إلى بولندا. أسس مدينة فولوديمير (فولينسكيي) ثم شرع في تنصير السكان المحليين. في القرن الثاني عشر، تشكلت إمارة هاليتش من قبل أحفاد فولوديمير الأكبر. اندمجت في نهاية القرن الثاني عشر مع إمارة فولينيا المجاورة في إمارة غاليسيا فولينيا، والتي كانت موجودة مع بعض الانقطاعات لمدة قرن ونصف.

### النهضة والقمة
كانت فولينيا وغاليسيا في الأصل إمارتين منفصلتين، معينتين على أساس التناوب للأعضاء الأصغر سنًا من السلالة الكييفية. كان نسب الأمير رومان الأكبر من فلاديمير-إن-فولينيا قد سيطر على إمارة فولينيا، في حين أن نسب ياروسلاف أوسموميسل سيطر على إمارة هاليتش (سُميت لاحقًا باسم غاليسيا). تأسست غاليسيا فولينيا بعد وفاة آخر أمير لغاليسيا، فلاديمير الثاني ياروسلافيتش (وبدون وريث معترف به في نسب الأب) عام 1198 أو 1199. حصل رومان على إمارة غاليسيا ووحد أراضيه في دولة واحدة. غالبًا ما استخدم خلفاء رومان هاليتش (غاليسيا) كتسمية لمملكتهم المشتركة. في عصر رومان، كانت المدن الرئيسية في غاليسيا فولينيا هي هاليتش وفولوديمير-إن-فولينيا. في عام 1204، استولى على كييف. كان رومان متحالفًا مع بولندا، ووقع معاهدة سلام مع المجر وطور علاقات دبلوماسية مع الإمبراطورية البيزنطية. في ذروة حكمه أصبح لفترة وجيزة أقوى أمراء الروس. تزوج ابنة أخت الإمبراطور البيزنطي ألكسيوس الثالث، الذي كانت غاليسيا الحليف العسكري الرئيسي له ضد الكومان. ساعدت العلاقة مع بيزنطة في استقرار علاقات غاليسيا مع السكان الروس في نهر دنيستر السفلي ونهر الدانوب السفلي.
في عام 1205، انقلب رومان ضد حلفائه البولنديين، مما أدى إلى صراع مع ليسزك الأبيض وكونراد من الماسوفي. قُتِل رومان بعد ذلك في معركة زاويتشوست (1205)، ودخلت مملكته في فترة من التمرد والفوضى، وهكذا أصبحت غاليسيا فولينيا الضعيفة ساحة للتنافس بين بولندا والمجر. نصب الملك أندراس الثاني المجري نفسه ريكس غاليسيه إت لودوميريه، أي «ملك غاليسيا وفلاديمير [إن-فولينيا]» باللاتينية، وهو اللقب الذي تُبُنِّيَ لاحقًا في آل هابسبورغ. في اتفاق تسوية في عام 1214 بين المجر وبولندا، مُنِح عرش غاليسيا فولينيا لابن أندرو، كولومان اللودوميري، الذي تزوج من ابنة ليسزك الأبيض، سالوميا.
في عام 1221، حرر مستيسلاف مستيسلافيتش، ابن مستيسلاف روستيسلافيتش، غاليسيا فولينيا من المجريين، ولكن كان دانيال رومانوفيتش (دانيال الأول ملك غاليسيا أو دانيلو رومانوفيتش أو دانيلو هاليتسكي)، ابن رومان، هو الذي شكل اتحادًا حقيقيًا بين فولينيا وغاليسيا. في 1239 و1242، استولى على كييف، في محاولة لأن يصبح الأمير الأكبر لجميع الروس، لكنه خسر المدينة للمرة الأولى بعد بضعة أسابيع، وللمرة الثانية بعد عام. هزم دانيلو القوات البولندية والمجرية في معركة ياروسلاف (ياروسواف) وسحق حليفهم روستيسلاف ميخائيلوفيتش، نجل أمير تشرنيغوف، عام 1245. عزز أيضًا علاقاته مع باتو خان بالسفر إلى عاصمته سراي (ساراي) والاعتراف، على الأقل اسميًا، بسيادة القبيلة الذهبية المغولية. بعد لقائه مع باتو خان، أعاد دانيلو تنظيم جيشه على طول الخطوط المغولية وتجهيزه بالأسلحة المغولية، على الرغم من أن دانيلو نفسه حافظ على الملابس التقليدية لأمير الروس. كان تحالف دانيلو مع المغول مجرد تحالف تكتيكي. انتهج إستراتيجية طويلة الأمد لمقاومة المغول.
في عام 1245، سمح البابا إنوسنت الرابع بتتويج دانيلو كملك. أراد دانيلو أكثر من اعتراف، وعلق بمرارة بأنه توقع جيشًا عندما حصل على التاج. على الرغم من وعد دانيلو بالتأكيد على الاعتراف الباباوي لشعبه، إلا أن مملكته استمرت في استقلالها الكنسي عن روما. توج دانيلو من قبل المندوب البابوي أوبزيو دي ميزانو في دوروهوكن في عام 1953 كأول ملك لكل شعب روس (ركس روسيه، 1253-1264). في عام 1256، نجح دانيلو في طرد المغول من فولينيا، وبعد ذلك بعام، أحبط محاولاتهم للاستيلاء على مدينتي لوتسك وفولوديمير فولينسكيي. على الرغم من ذلك، مع تقدم جيش تحت قيادة الجنرال المنغولي بورولداي في عام 1260، اضطر دانيلو لقبول سلطتهم وهدم التحصينات التي بناها ضدهم.
تحت حكم دانيلو، كانت غاليسيا فولينيا واحدة من أقوى الدول في شرق وسط أوروبا. ازدهر الأدب، وأُنتِجَ سجل غاليسيا فولينيا. تعزز النمو الديموغرافي من خلال الهجرة من الغرب والجنوب، والتي تضمنت الألمان والأرمن. تطورت التجارة بسبب الطرق التجارية التي ربطت البحر الأسود ببولندا وألمانيا وحوض البلطيق. شملت المدن الرئيسية، التي كانت بمثابة مراكز اقتصادية وثقافية مهمة، لفيف (حيث نُقِل المقعد الملكي لاحقًا من قبل ابن دانيلو)، وفلاديمير-إن-فولينيا، وغاليتش، وخولم (عاصمة دانيلو)، وبيرمشل، ودرويشزين، وتريبوفليا. كانت غاليسيا فولينيا مهمة بما فيه الكفاية بحيث تمكن دانيلو في عام 1252 من تزويج ابنه رومان إلى وريثة الدوقية النمساوية، على أمل فارغ بأن يتمكن من تأمينها لعائلته. تزوج ابن آخر، شفارن، من ابنة ميندوغاس، أول ملك لليتوانيا، وحكم لفترة وجيزة تلك الأرض منذ 1267 حتى 1269. في ذروة توسعها، لم تحتو دولة غاليسيا فولينيا فقط أراضي جنوب غرب روس، بما في ذلك روس الحمراء وروس السوداء، ولكن أيضًا سيطروا لفترة وجيزة على البرودنيشي على البحر الأسود.
بعد وفاة دانيلو في عام 1264، خلفه ابنه ليف، الذي نقل العاصمة إلى لفيف في عام 1272، ولفترة من الزمن، حافظ على قوة غاليسيا فولينيا. على عكس والده، الذي انتهج مسارًا سياسيًا غربيًا، عمل ليف عن كثب مع المغول، وأقام تحالفًا وثيقًا مع الزعيم التتاري نوغاي خان. جنبًا إلى جنب مع حلفائه المغول، غزا بولندا، وعلى الرغم من أن قواته نهبت أراضي في أقصى الغرب مثل راسيبورز، وأرسلت العديد من الأسرى والكثير من الغنائم إلى غاليسيا، إلا أن ليف لم يحصل في النهاية على الكثير من الأراضي في بولندا. حاول ليف أيضًا، دون جدوى، تثبيت حكم عائلته في ليتوانيا. بعد وقت قصير من صعود شقيقه شفارن إلى العرش الليتواني في عام 1267، قتل الحاكم الليتواني السابق فايفيلكس. بعد خسارة شفارن للعرش في عام 1269، دخل ليف في صراع مع ليتوانيا. منذ 1274 حتى 1276، خاض حربًا مع الحاكم الليتواني الجديد ترايدينس، لكنه هزم، وضمت ليتوانيا أراضي روثينيا السوداء مع مدينتها نافاروداك. في عام 1279، تحالف ليف مع فاتسلاف الثاني ملك بوهيميا وغزا بولندا، على الرغم من أن محاولته للاستيلاء على كراكوف في 1280 انتهت بالفشل. في نفس العام، هزم ليف المجر وضم جزءًا من ترانسكارباثيا، بما في ذلك مدينة موكاجيفا. في عام 1292 هزم بولندا وأضاف لوبلين مع المناطق المحيطة إلى أراضي غاليسيا فولينيا.

### التراجع والسقوط
بعد وفاة ليف عام 1301، تلت ذلك فترة من التدهور. خلف ليف ابنه يوري الأول، الذي حكم لمدة سبع سنوات فقط. على الرغم من أن عهده كان سلميًا إلى حد كبير وازدهرت غاليسيا فولينيا اقتصاديًا، فقد يوري الأول لوبلين للبولنديين في عام 1302، وترانسكارباثيا للمجريين. منذ 1308 حتى 1323، حكم غاليسيا فولينيا بشكل مشترك أبناء يوري الأول، أندرو وليف الثاني، الذين أعلنوا أنفسهم ملوك غاليسيا وفولينيا. أقام الأخوان تحالفات مع فواديسواف الأول ملك بولندا وفرسان تيوتون ضد الليتوانيين والمغول، لكن المملكة كانت لا تزال خاضعة للمغول وانضموا إلى الحملات العسكرية المغولية لأوزبك خان وخليفته جانيبك خان. مات الإخوة معًا في عام 1323، في خضم معركة ضد المغول، ولم يتركوا أي ورثة.
بعد انقراض سلالة روريك في غاليسيا فولينيا في عام 1323، انتقلت فولينيا إلى سيطرة الأمير الليتواني ليوبارتس، بينما سيطر البويار على غاليسيا. دعوا الأمير البولندي بوليسواف يوري الثاني، حفيد يوري الأول، لتولي العرش الغاليسي. اعتنق بوليسواف الأرثوذكسية واتخذ اسم يوري الثاني. على الرغم من ذلك، نتيجه الاشتباه به في إيواء مشاعر كاثوليكية، سممه البويار في عام 1340 وانتخبوا أحدهم، دميتري ديتكو، لقيادة الدولة الغاليسية. في شتاء 1341، تمكن التتار، والروثينيون بقيادة ديتكو، والليتوانيون بقيادة ليوبارتس من هزيمة البولنديين، على الرغم من أنهم لم يكونوا ناجحين في صيف 1341. أخيرًا، اضطر ديتكو إلى قبول السيطرة البولندية، كعمدة لهاليتش. بعد وفاة ديتكو، شن كازيمير الثالث ملك بولندا غزوًا ناجحًا، واستولى على غاليسيا وضمها في عام 1349. لم تعد غاليسيا فولينيا موجودة كدولة مستقلة.
حاولت سلالة دانيلو الحصول على دعم من البابا بندكت الثاني عشر والقوى الأوروبية الأوسع من أجل تحالف ضد المغول، لكنهم أثبتوا في النهاية عدم قدرتهم على التنافس مع القوى الصاعدة لدوقية ليتوانيا الكبرى ومملكة بولندا. فقط في عام 1349، بعد احتلال غاليسيا فولينيا من قبل قوة مجرية بولندية متحالفة، غُزِيتَ مملكة غاليسيا فولينيا ودُمجت في بولندا. هذا أنهى خضوع روس غاليسيا فولينيا للقبيلة الذهبية.

### النهاية
منذ 1340 حتى 1392، تحولت الحرب الأهلية في المنطقة إلى صراع على السلطة بين ليتوانيا وبولندا والمجر. أدت المرحلة الأولى من الصراع إلى التوقيع على معاهدة في عام 1344 ضمنت إمارة بيرمشل للتاج البولندي، بينما انتمت بقية الأراضي إلى أحد أفراد عائلة غيديميناس، ليوبارتس. في نهاية المطاف، بحلول منتصف القرن الرابع عشر، قسمت مملكة بولندا ودوقية ليتوانيا المنطقة بينهما: استولى الملك كازيمير الثالث على غاليسيا وفولينيا الغربية، بينما أصبحت الدولة الشقيقة لفولينيا الشرقية ومعها كييف تحت السيطرة الليتوانية في 1352 – 1366.
بعد عام 1352، كانت معظم المحافظة الروثينية تنتمي إلى تاج المملكة البولندية، وبقيت كذلك أيضًا بعد اتحاد لوبلين بين بولندا وليتوانيا. تقع بلدة هاليتش الحالية على بعد 5 كيلومترات (3.1 ميل) عن عاصمة غاليسيا القديمة، تحديدًا في البقعة حيث كان يقع الميناء النهري للبلدة القديمة، وحيث بنى ليوبارتس ملك غاليسيا فولينيا قلعة خشبية في 1367.
بموجب معاهدة اتحاد لوبلين لعام 1569، أصبحت كل إمارة غاليسيا فولينيا السابقة جزءًا من بولندا. في عام 1772، أعادت إمبراطورة النمسا ماريا تيريزا (التي كانت أيضًا ملكة المجر) إحياء المطالبات المجرية القديمة لمملكة غاليسيا ولودوميريا (رينيوم غاليسيه إت لودوميريه)، مستخدمة إياها لتبرير مشاركة النمسا في تقسيمات بولندا.